# Erzberg
Erzberg er et bjerg i den østrigske delstat Steiermark. Erzberg ligger i Eisenerzer Alperne, der er den sydlige del af Ennstaler Alperne. Bjerget har verdens største forekomst af siderit, og udvindingen af jern fra bjerget sker på 30 terrasser. Der brydes årligt 2 mio. tons jernmalm, som transporteres til stålværker i bl.a. Linz.
Malmbrydningen på Erzberg var allerede kendt hos romerne, der importerede norisk jern i begyndelsen af 400-tallet f.kr. De første skriftlige kilder på malmbrydningen findes fra 1171. Frem til 1800-tallet skete malmbrydningen i underjordiske grubber, men i 1820 begyndte man med terrassebrudene.
Den underjordiske malmbrydning blev stoppet i 1986, og dele af grubberne er i dag mål for turister, hvor der er tilgang til 820 m grubbegange på to nivaeuer.
47°31′30″N 14°54′42″Ø / 47.525°N 14.9117°Ø